# Néosporose
La néosporose est une maladie parasitaire provoquée par le protozoaire Neospora caninum, qui peut notamment toucher les chiens, les chats, d'autres carnivores et les bovins.

## Histoire
La néosporose est décrite en 1984 pour la première fois. 

## Étiologie
Neospora caninum est un parasite dont le cycle est dixène. Il s'agit d'un parasite proche des Toxoplasma gondii et de Hammondia.

## Épidémiologie

### Distribution géographique
Il s'agit d'une infection parasitaire cosmopolite, présente sur toute la planète.

### Espèces
La néosporose est une épizootie qui touche les chiens, les bovins, les moutons, les chèvres, les chevaux et les cervidés. Elle peut toucher des individus de tout âge, mais elle est beaucoup plus grave chez les animaux jeunes.
Elle ne semble pas toucher l'être humain et n'est pas une zoonose.
Chez les bovins, les vaches gestantes sont plus touchées. Environ 10 % des vaches d'élevage laitier seraient infectées.
Chez le chien, certaines races sont davantage touchées, ainsi que les chiens de moins de 3 mois, même si la néosporose peut aussi toucher les chiens adultes.

### Transmission
La contamination se fait principalement par voie transplacentaire chez le chien. Chez le bovin, c'est l'ingestion orale d'oocystes et la voie transplacentaire qui sont à l'origine de l'infection.

## Pathophysiologie
Le parasite est connu seulement chez les hôtes intermédiaires, sous forme de tachyzoïtes et de bradyzoïtes presque identiques à ceux de Toxoplasma gondii. 
De nombreux animaux (dont peut-être certains oiseaux et rongeurs), ainsi que des mammifères (dont le chien et le chat) peuvent jouer le rôle d'hôte intermédiaire. 
Les bovins (domestiques ou sauvages) font partie des hôtes intermédiaires ; ils s'infectent en ingérant de la nourriture contaminée par ookystes issus de fèces de canidé, l'hôte définitif. Cependant chez les bovins, le principal mode de transmission reste vertical (transplacentaire ; c'est-à-dire de la mère au veau). Si une vache gestante est infectées (surtout en seconde moitié de la période de gestation) le fœtus peut être contaminé. Il n'y a alors généralement pas avortement mais ce fœtus sera « porteur à vie du parasite avec possibilité de réactivation de l’infection », par contre les éventuels futurs autres veaux de la même vache ne seront pas obligatoirement infectés. Si une vache est née infectée, la transmission à ses veaux est quasi-inévitable.
L’hôte définitif principal est le chien, mais d'autres animaux de la même famille peuvent jouer ce rôle,les coyotes (mais pas les mustélidés). 
Les hôtes définitifs s'infectent généralement en ingérant des lochies, du placenta ou des avortons d'hôte intermédiaire.

## Signes cliniques

### Néosporose canine
Le parasite se révèle pathogène chez des chiots et chatons nouveau-nés. La maladie est très grave lors d’infection du fœtus ou du nouveau-né.
Elle est responsable, surtout chez le chiot et l’adulte immunodéprimé, de troubles neuromusculaires. Cela se traduit généralement par une paralysie postérieure progressive et ascendante, et parfois en encéphalomyélite, en myosite nécrotique et dermite pyogranulomateuse. 
La maladie est asymptomatique chez de nombreux individus

### Néosporose bovine
Chez le bétail, c'est une maladie à fort impact économique, puisque 5 % environ des vaches sont en France séropositives et que la maladie serait responsable d'environ 15 à 20 % des avortements chez les bovins et probablement d'un nombre important d'avortements chez les juments. Dans les élevages bovins touchés, 2 à 50 % du cheptel peuvent être infestés
Les avortements ont parfois lieu en série chez la même vache, en général entre le 5e et 7e mois de gestation, mais parfois dès le 3e mois. On observe parfois aussi une résorption fœtale en début de gestation, une momification ou une décomposition du fœtus ou, si le veau nait vivant, des malformations ou complications (nécroses et dépôts minéraux dans les muscles, hypertrophie du foie, pneumonie : la mort survient alors en quelques semaines.) ou encore le veau est cliniquement sain mais porteur du parasite.

## Prise en charge
Il n'existe pas de traitement de la néosporose chez les bovins.
Chez le chien, le traitement à la clindamycine est indiqué. 

## Moyens de lutte
Faute de vaccin ou médicament efficace, les mesures sont la sélection de reproducteurs sains et des mesures prophylactiques. En particulier, les chiens ou canidés sauvages ne doivent pas approcher ni souiller les stocks de foin et d'aliments du bétail, et ne pas manger les placentas d'animaux potentiellement infectés. Les produits issus de la délivrance doivent être envoyés à l’équarrissage ou enterrés à au moins 60 cm de profondeur. Des tests sérologiques périodiques permettront de vérifier que l'exploitation reste indemne du parasite. Ils permettent aussi d'éviter d'introduire des animaux porteurs du parasite dans l'élevage.